# Chris Dreja
Chris Dreja (n. Surbiton, Inglaterra, 11 de noviembre de 1945) es un músico inglés. Durante los años 60 fue la guitarra rítmica de la grupo de rock The Yardbirds.
Nacido en los suburbios de Londres e hijo de un inmigrante polaco, Dreja se interesó desde muy joven en la música, y sobre todo en la guitarra, siendo influenciado por el guitarrista de folk/blues local Gerry Lochran. La primera vez que tocó en vivo lo hizo en un pequeño local junto a Duster Bennett y a un joven Jimmy Page. Posteriormente conoció a Top Topham, con el que formaría el grupo Metropolitan Blues Quartet. Luego se sumaron Keith Relf en voz y armónica; Jim McCarty en batería, y Paul Samwell-Smith en bajo, cambiando a lo que después sería The Yardbirds.
Con la llegada de Eric Clapton, y posteriormente la de Jeff Beck, Dreja pasó a ser el guitarrista rítmico de la banda. En 1966, cuando Paul Samwell-Smith dejó The Yardbirds, fue reemplazado por Jimmy Page. Meses más tarde decide intercambiar instrumentos con Page y pasa a tocar el bajo. Dreja se mantuvo como bajista luego de la salida de Beck, que dejó al grupo reducido a un cuarteto hasta su separación en 1968.
Luego de la separación, Page decidió invitar a Dreja a tocar el bajo en su nuevo grupo (lo que más tarde sería Led Zeppelin), oferta que rechazaría para dedicarse a la fotografía. Él fotografió la tapa trasera del álbum debut de la banda en 1969.
Desde 1992 es parte de la nueva formación de The Yardbirds, donde vuelve a tocar la guitarra. En esta versión reformada de la banda, es acompañado por Jim McCarty.